# Фалмут (Мејн)
Фалмут (енгл. Falmouth) насељено је место без административног статуса у америчкој савезној држави Мејн.

## Демографија
По попису из 2010. године број становника је 1.855.
| Група             | 2000.    | 2010.         |
| Белци             | 0 (0,0%) | 1.728 (93,2%) |
| Афроамериканци    | 0 (0,0%) | 11 (0,6%)     |
| Азијати           | 0 (0,0%) | 68 (3,7%)     |
| Хиспаноамериканци | 0 (0,0%) | 17 (0,9%)     |
| Укупно            | 0        | 1.855         |